# Mount Olive (Carolina del Nord)
Mount Olive è una città degli Stati Uniti d'America situata nella Carolina del Nord, nella Contea di Wayne e in parte nella Contea di Duplin.